# Układ wektorów
Układ wektorów – układ, którego elementami są wektory ustalonej przestrzeni liniowej; rozpatruje się też podukłady układu wektorów, tzn. podukłady układu, którego elementami są wektory ustalonej przestrzeni liniowej. Gleichgewicht podaje, że układy i podukłady traktuje się czasem jako ciągi, a czasem jak zbiory.